# Бэйли, Джозеф Уэлдон
Джозеф Уэлдон Бэйли (англ. Joseph Weldon Bailey; 6 октября 1862, Кристал-Спрингс, Миссисипи — 13 апреля 1929, Шерман, Техас) — американский политик, сенатор США от Техаса, член демократической партии.

## Биография
Джозеф Бэйли родился в Кристал-Спрингс, штат Миссисипи, в семье Джозефа и Гэрриет (урожденной Ди) Бэйли. Он учился в Миссисипском университете, где в 1879 году вступил в братство Delta Psi. В 1883 году Бэйли был принят в коллегию адвокатов Миссисипи. В 1885 году он переехал в Гейнсвилл, штат Техас, где продолжил заниматься юридической практикой.
Бэйли активно занимался политикой и слыл отличным оратором. В 1891 году он был избран в Палату представителей США, а в 1901 году — в Сенат США. В Палате представителей Бэйли выступал за неограниченную чеканку серебряных монет и против экспансионизма. Он также пользовался большим влиянием среди своих коллег и в 1897—1899 годах был лидером меньшинства в Палате представителей. В Сенате Бэйли выступал за регулирование железнодорожных тарифов и услуг, а в 1909 году за введение налога на корпорации.
Его политическая карьера была запятнана нападками на сенатора Алберта Дж. Бевериджа и последовавшим после этого расследованием происхождения подозрительных доходов и финансовых связей в нефтяной промышленности.
После поражения на выборах губернатора Техаса в 1920 году, Бэйли переехал в Даллас, штат Техас, где основал адвокатское бюро.
В 1885 году Бэйли женился Эллен Мюррей из Оксфорда, штат Миссисипи. У них было двое сыновей, у одного из которых, Джозефа Уэлдона Бэйли-младшего, была длительная политическая карьера. Эллен умерла в 1926 году, и в 1927 году Бэйли женился на миссис Прюденс Розенгрен. Он умер 13 апреля 1929 года в зале суда.